# Jakob Bramstede
Jakob Bramstede (* vor 1397; † 1. August 1455 in Lübeck) war ein deutscher Kaufmann, Ratsherr der Hansestadt und Lübeck und Befehlshaber der Lübecker Flotte.

## Leben
Jakob Bramstede war Sohn des Lübecker Bürgers Johann Bramstede († 1397) und einer Tochter des Ludbert von Camen. Er wurde 1426 in den Lübecker Rat gewählt und war 1427 Gesandter der Stadt in Wismar. Während des Sundzollkrieges befehligte 1428 Bramstede die Lübecker Flotte in der Ostsee. Als Ratsherr war er in vielen diplomatischen Missionen für Lübeck tätig: 1432 vermittelte er im Streit zwischen dem Hamburger Rat und Lübecker Kaufleuten. 1437 nahm er an den Friedensverhandlungen mit den Holländern zur Beendigung des Hansisch-Niederländischen Krieges in Deventer teil. Im März 1440 warb er in Lüneburg um eine Kriegsbeteiligung Lüneburgs gegen die Holländer. 1443 vermittelte er auf der Insel Gotland zwischen den Königen Erik VII. und Christoph III. von Dänemark. 1444 Teilnehmer an den Friedensverhandlungen mit den Holländern in Kampen (Niederlande). 1445 versuchte er den Hamburger Rat von einer Beteiligung an der Gesandtschaft an König Christoph III. zu überzeugen, auf der im August/September Lübeck bei der Hochzeit von Christoph III. mit Dorothea von Brandenburg vertrat und gleichzeitig über eine Bestätigung der Handelsprivilegien der Hanse in Norwegen und Schweden verhandelte. Im Mai 1447 vertrat er Lübeck in einem Streit mit Herzog Heinrich IV. von Mecklenburg und im Juli des Jahres war er bei dem Hochmeister des Deutschen Ordens Konrad von Erlichshausen auf der Festung Marienburg, um ihn als tätigen Bündnispartner in Flandern zu gewinnen. 1450 war er mit dem Bürgermeister Wilhelm von Calven als Gesandter Lübecks bei den Verhandlungen um den Münzrezess mit den Städten des Wendischen Münzvereins. Er vertrat die Stadt mehrfach auf Hansetagen. In Testamenten Lübecker Bürger wird er mehrfach als Urkundszeuge und als Vormund aufgeführt.
Jakob Bramstede wurde 1429 Mitglied der patrizischen Zirkelgesellschaft in Lübeck. Er bewohnte zunächst das Hausgrundstück Breite Straße 38 und ab 1437 die Johannisstraße 12.